# Rigi-Kaltbad-Scheidegg-Bahn
| Zug der RSB auf der Brücke bei Unterstetten |                                                                           |                                |                          |
| Verlauf der RSB auf einer Karte von 2020 |                                                                           |                                |                          |
| Streckenlänge: | 6,7 km                                                                    |                                |                          |
| Spurweite: | 1000 mm (Meterspur)                                                       |                                |                          |
| Maximale Neigung: | 50 ‰                                                                      |                                |                          |
| Minimaler Radius: | 60 m                                                                      |                                |                          |
| |                                                                           |                                |                          |
| Eröffnung: | Rigi Kaltbad–Rigi First: 14. Juli 1874 Rigi First–Scheidegg: 1. Juni 1875 |                                |                          |
| Stilllegung: | 21. September 1931                                                        |                                |                          |
| Abbruch: | 1942                                                                      |                                |                          |
| Rigi Kaltbad–Scheidegg |                                                                           |                                |                          |
| \| \| \| Anschluss an Vitznau-Rigi-Bahn \| 1453 m ü. M. \| \| \| 0,0 \| Rigi Kaltbad \| 1441 m ü. M. \| \| \| 1,1 \| First \| 1454 m ü. M. \| \| \| 2,8 \| Unterstetten \| 1440 m ü. M. \| \| \| \| Eisenbrücke (50 m) \| \| \| \| \| Weissenegg-Tunnel (70 m) \| \| \| \| \| Unterdossen \| 1546 m ü. M. \| \| \| 6,7 \| Rigi Scheidegg \| 1607 m ü. M. \| \| \| \| Scheidegg \| 1659 m ü. M. \| |                                                                           |                                |                          |
| Bahnhof quer |                                                                           | Anschluss an Vitznau-Rigi-Bahn | 1453 m ü. M.             |
| Kopfbahnhof Streckenanfang (Strecke außer Betrieb) | 0,0                                                                       | Rigi Kaltbad                   | 1441 m ü. M.             |
| Bahnhof (Strecke außer Betrieb) | 1,1                                                                       | First                          | 1454 m ü. M.             |
| Haltepunkt / Haltestelle (Strecke außer Betrieb) | 2,8                                                                       | Unterstetten                   | 1440 m ü. M.             |
| Brücke (Strecke außer Betrieb) |                                                                           | Eisenbrücke (50 m)             | Eisenbrücke (50 m)       |
| Tunnel (Strecke außer Betrieb) |                                                                           | Weissenegg-Tunnel (70 m)       | Weissenegg-Tunnel (70 m) |
| Haltepunkt / Haltestelle (Strecke außer Betrieb) |                                                                           | Unterdossen                    | 1546 m ü. M.             |
| Kopfbahnhof Streckenende (Strecke außer Betrieb) | 6,7                                                                       | Rigi Scheidegg                 | 1607 m ü. M.             |
| |                                                                           | Scheidegg                      | 1659 m ü. M.             |

Die Rigi-Kaltbad-Scheidegg-Bahn (RSB), kurz auch Rigi-Scheidegg-Bahn oder Kaltbad-Scheidegg-Bahn genannt, ist eine ehemalige Schweizer Schmalspurbahn. In Rigi Kaltbad auf 1423 m ü. M. fand sie Anschluss an die im Jahr 1871 gebaute Vitznau-Rigi-Bahn und fuhr zur Rigi Scheidegg auf 1648 m ü. M. Sie war bei Fertigstellung die höchstgelegene Adhäsionsbahn Europas.

## Geschichte
Die 1873 in Olten gebildete Gesellschaft Regina Montium wollte am Erfolg des Rigi-Tourismus, der durch den Bau der Vitznau-Rigi-Bahn ausgelöst wurde, auch teilhaben. Sie baute ein neues Hotel in Rigi First und erwarb die bestehenden Hotels auf dem Rigi Kulm und in der Scheidegg. Um die Anreise der Gäste vom Bahnhof Rigi Kaltbad an der Vitznau-Rigi-Bahn zum Grand Hotel auf der Scheidegg zu vereinfachen, baute Regina Montium die Rigi-Scheidegg-Bahn.
Der Bau der Bahn wurde für einen Festpreis von 1.35 Mio. SFr. an die Internationale Gesellschaft für Bergbahnen aus Aarau vergeben. Aufwändige Erd- und Felsarbeiten waren nötig, es mussten ein Tunnel von 70 m Länge (Lage) sowie eine eiserne Brücke von 50 m Länge erstellt werden. Daher wurde die Bahn in zwei Etappen eröffnet. Zunächst wurde am 14. Juli 1874 der Abschnitt von Kaltbad über First bis Unterstetten in Betrieb genommen, am 1. Juni 1875 folgte das Teilstück von Unterstetten zur Scheidegg. Die Baukosten waren mit 1.6 Mio. SFr. leicht über den veranschlagten Kosten.
Die Dampfbahn hatte eine Spurweite von 1000 mm, eine Länge von 6747 m, und die grösste Steigung betrug 50 ‰. Am 22. Januar 1878 ging die Bahn in Konkurs und wurde durch das Bundesgericht zwangsliquidiert. Am 13. Dezember 1879 übernahm eine neue Gesellschaft die Bahn zu einem Preis von 60 000 SFr. Auch in den Folgejahren blieb der Bahn der wirtschaftliche Erfolg versagt. Am 21. September 1931 stellte die RSB ihren Betrieb endgültig ein und verkaufte das Rollmaterial; 1942 wurden auch die Schienen abgebrochen. Der Wagen Nr. 7 ist erhalten geblieben und wird in Unterstetten, am ehemaligen Bahntrassee, als Ferienhaus genutzt.

## Heutige Nutzung der Strecke
Das Trassee ist heute im Sommer ein Wanderweg und im Winter zusätzlich eine Langlaufloipe. Das Trassee und die im Originalzustand erhaltene Eisenbrücke in Unterstetten wurden zwischen Herbst 2013 und 2016 saniert. Die Rigi Scheidegg wird heutzutage durch die Luftseilbahn Kräbel–Scheidegg erschlossen. Im Kräbel findet man Anschluss an die Arth-Rigi-Bahn.
Das Trassee findet sich im Inventar historischer Verkehrswege der Schweiz, und die Brücke Unterstetten steht unter Denkmalschutz (Kulturgut Kategorie B). 

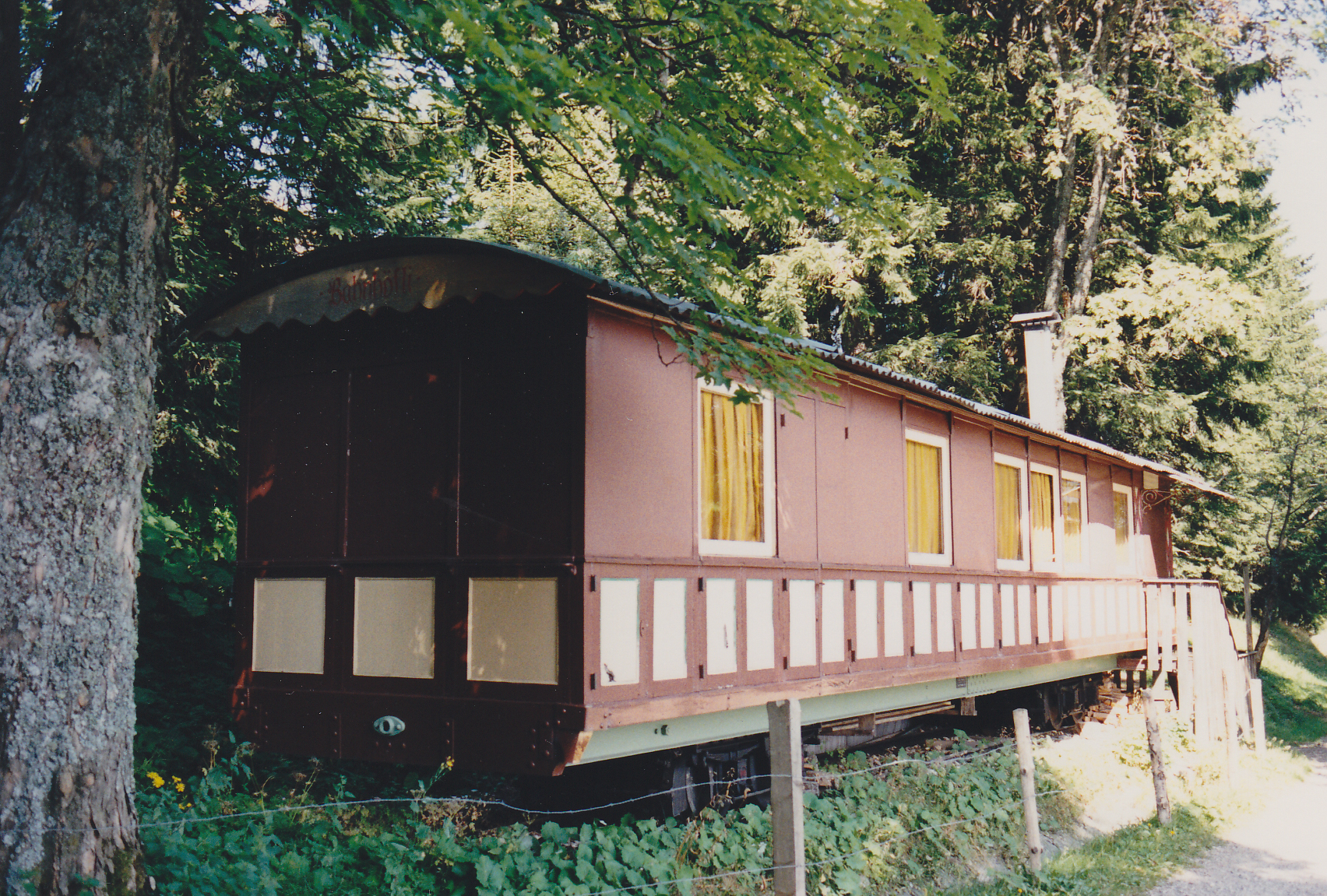
Wagen Nr. 7 der Rigi-Kaltbad-Scheidegg-Bahn. Erhalten als Ferienhaus am ehemaligen Bahntrassee in Unterstetten
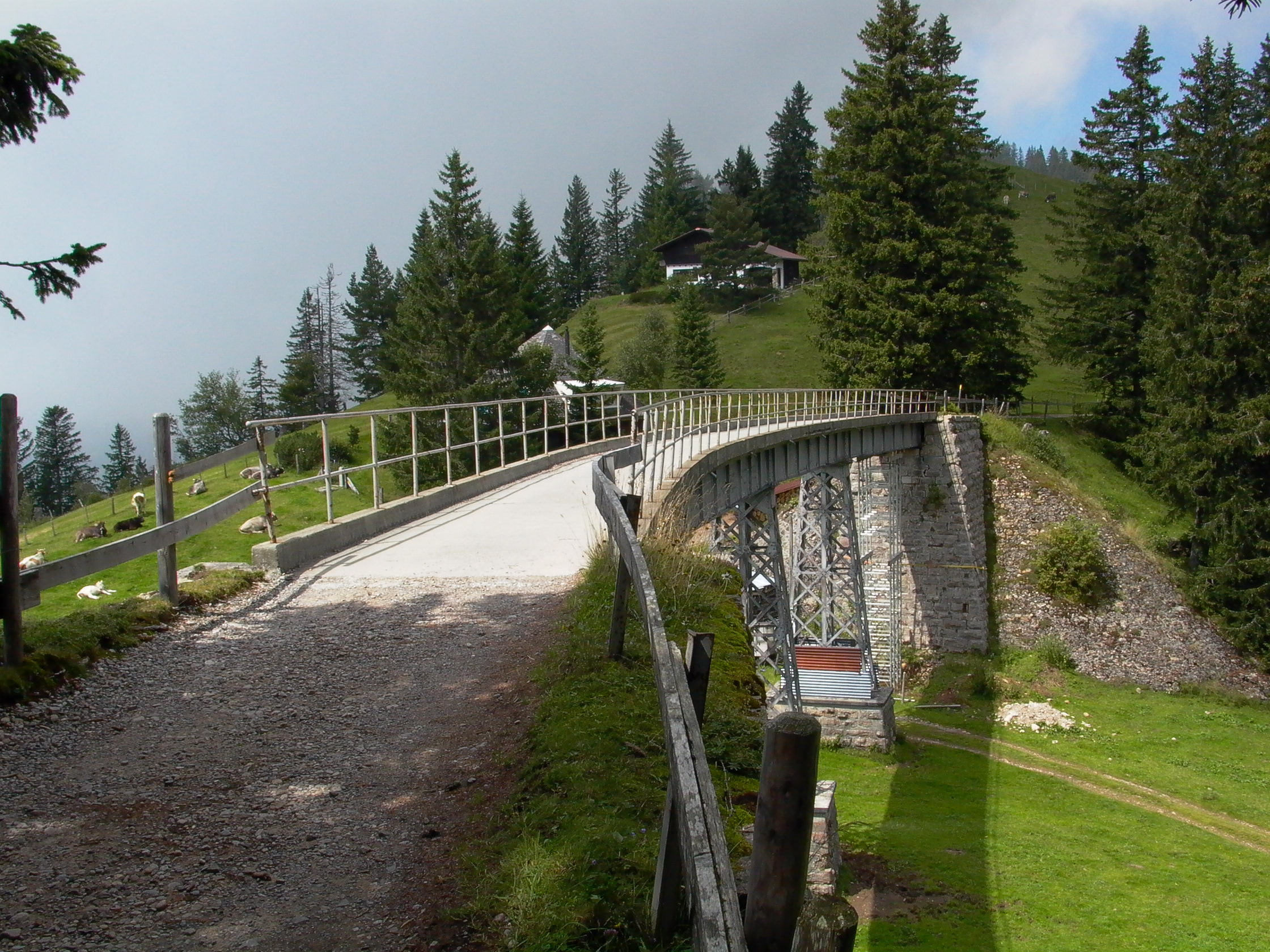
Trassee der ehemaligen Rigi-Kaltbad-Scheidegg-Bahn, Brücke bei Unterstetten (2009)